# Never Say Never (canción de Justin Bieber)
«Never Say Never» —en español, «Nunca digas nunca»— es una canción del artista canadiense Justin Bieber. Debutó como el tema principal en la película The Karate Kid (2010), y cuenta con la colaboración de su estrella principal, Jaden Smith. «Never Say Never» era originalmente un demo con letras de alto contenido sexual interpretado por el cantante estadounidense Travis Garland,  escrito y producido por The Messengers, y Rambert Omarr. Sin embargo, por razones desconocidas, Bieber fue elegido para grabar el tema para la película. Bieber reescribió el tema junto con The Messengers, Rambert, Smith, y el productor Kuk Harrell, y el resultado final fue un tema inspirador y más acorde con la película. La canción contiene ritmos R&B y pop fusionado con elementos del hip hop. La canción se lanzó para descarga digital en los Estados Unidos el 8 de junio de 2010. La canción fue incluida más tarde como una pista acústica en el álbum de remezclas My Worlds Acoustic (2010). Para promover la película del concierto en 3D Justin Bieber: Never Say Never, la canción fue lanzada como el primer y único sencillo del segundo álbum de remezclas del cantante, Never Say Never: The Remixes.
«Never Say Never» llegó dentro de los veinte primeros puestos en Canadá, Noruega y Nueva Zelanda. Alcanzó igualmente el top 40 en Australia al tiempo que entraba en otras listas internacionales. Después de que fuera relanzado como el único sencillo de Never Say Never: The Remixes, que hacía de promoción para su película, el sencillo llegaría al número 8 en el Billboard Hot 100, con lo que se convirtió en el segundo top 10 para Bieber en Estados Unidos después de que también lo fuera la canción «Baby». Su video musical, dirigido por Honey, mostró a Smith y Bieber en un estudio de grabación jugando y bailando, y estuvo intercalado con escenas de la película. 
Bieber interpretó «Never Say Never» notablemente en el programa de televisión Today y en su My World Tour. Smith se unió a él durante la parada de la gira en el Madison Square Garden para interpretar la canción para varias de las escenas en el documental Justin Bieber: Never Say Never.
El 16 de diciembre de 2010 se informó de que la canción había sido seleccionada en la lista de candidatos para los 83.ª edición de los Premios de la Academia por la mejor canción original.

## Recepción

### Crítica
Shima maya de AOL Radio Blog dio a la canción una revisión positiva y la calificó como una «explosión de energía», y agregó que «incluso es una banda sonora con los gustos de Lady Gaga, John Mayer y Red Hot Chili Peppers. Este sencillo es seguro que se destaca como himno emblemático de la película». Toor también felicitó a Bieber ya que ahora la «marca de voz es suave como la seda». Mónica Herrera de Billboard dijo que las habilidades de rap de Jaden Smith podría rivalizar con los de su padre. E! Online dijo: «Y aunque algunos podrían insistir en que los padres no me entienden, pensamos que Big Willy sería totalmente hacia abajo con el rap de Jaden». María-Mercedes Lara de Celebuzz, comentó que «no hacer suposiciones con las circunstancias sospechosamente nepotistas que rodean la apariencia de Jaden en la canción de Bieber: el chico es realmente muy bueno». Lara también comentó que Bieber «debe estar viendo la espalda de estrella en ascenso de Jaden». Tiger Beat dijo que amaba a la canción, y dijo que tenía «un gran golpe».

### Comercial
En la semana que finalizó el 17 de junio de 2010, la canción debutó en el número 33 en el Billboard Hot 100, impulsado por su debut en el número diecisiete del Digital Songs con la venta de 76.000 copias. La canción se convirtió en noveno consecutivo en el Top 40 de Bieber en Digital Songs. En Canadá, en el Canadian Hot 100, la canción debutó en el puesto 11. El sencillo debutó en el puesto 45 en la lista de sencillos de Australia , y alcanzó un máximo de 38 en su segunda semana, mientras que en la lista de sencillos de Nueva Zelanda, la canción debutó y llegó al puesto 20. La Recording Industry Association of New Zealand (RIANZ) certificó a «Never Say Never» con disco de oro el 5 de junio de 2011, por la venta de 7.500 copias. En la lista de sencillos de Noruega, la canción debutó en el puesto 18, y pasó una semana en la lista. Debutó en el 65 en la lista de sencillos de Austria, la semana siguiente alcanzó un máximo de cuarenta y seis en la tabla. En el Top 100 holandés , después de pasar cuatro semanas en la lista, la canción alcanzó el puesto 70. En los Tip Charts, tanto en las regiones belgas, la canción alcanzó su punto máximo de 25.

## Posicionamientos y certificaciones
| Listas (2010–11)                         | Posiciones |
| ---------------------------------------- | ---------- |
| Australia (ARIA)                         | 17         |
| Austria (Ö3 Austria Top 40)              | 36         |
| Bélgica (Flandes) (Ultratop 50)          | 26         |
| Bélgica (Valonia) (Ultratop 50)          | 31         |
| Brazil (Billboard) Hot 100 Airplay       | 98         |
| Canadá (Canadian Hot 100)                | 11         |
| República Checa (Rádio Top 100)          | 57         |
| Francia (SNEP)                           | 93         |
| Irlanda (IRMA)                           | 40         |
| Países Bajos (Mega Single Top 100)       | 70         |
| Nueva Zelanda (Recorded Music NZ)        | 20         |
| Noruega (VG-lista)                       | 18         |
| UK Singles (The Official Charts Company) | 34         |
| Estados Unidos (Billboard Hot 100)       | 8          |
| Estados Unidos (Mainstream Top 40)       | 32         |

| País          | Certificación |
| ------------- | ------------- |
| New Zealand   | Gold          |
| United States | Platinum      |